# 니세코역
니세코역(일본어: ニセコ駅 니세코에키[*])은 일본 홋카이도 아부타 군 니세코정에 있는 홋카이도 여객철도 하코다테 본선의 철도역이다. 예전에는 급행 니세코와 라이덴 등이 정차했던 적이 있었다. 일본 최초로 역명에 가타카나만 사용된 역이다(1968년).

## 역 구조
2면 2선의 상대식 승강장이 있는 지상역으로, 승강장은 과선교로 연결되어 있다. 역사는 1965년에 신축된 두 번째 건물로, 블록을 사용한 1층 209m²의 목조 건물이다. 니세코 리조트 관광협회에서 운영을 위탁받고 있는 간이 위탁역으로, 굿찬 역에서 관리하고 있다. 창구는 7시 10분부터 17시 10분까지 영업한다.
1990년 C62 니세코 호가 연장 운전되면서 네무로 본선의 신토쿠역에서 전차대를 이설해와서 하코다테 방향에 설치했다. 현재 운행되는 SL 니세코 호의 경우 견인기가 C11형 증기기관차로, 전차대가 없이도 운전이 가능하기에 1995년 종운 이후에는 전차대가 더 이상 사용되지 않는다.

### 승강장
| 1 | ■ 하코다테 본선 | 란코시 · 오샤만베 방면      |
| 2 | ■ 하코다테 본선 | 굿찬 · 오타루 · 삿포로 방면 |

## 역 주변
- 니세코 정사무소
- 굿찬 경찰서 니세코 주재소
- 니세코 우편국
- 니세코 버스 본사
- 홋카이도 니세코 고등학교
- 홋카이도 니세코 중학교

## 역사
- 1904년 10월 15일 - 홋카이도 철도의 일반역으로 개업. 당시 역명은 맛카리역(真狩駅).
- 1906년 12월 15일 - 역명을 가리부토역(狩太駅)으로 개칭.
- 1907년 7월 1일 - 홋카이도 철도 국유화.
- 1968년 4월 1일 - 니세코 안누부리 산, 소속 정의 이름의 개칭 등에 맞추기 위해 니세코역(ニセコ駅)으로 개칭.
- 1974년 9월 5일 - 화물 취급 폐지.
- 1984년 2월 1일 - 수하물 취급 폐지.
- 1984년 3월 31일 - CTC 도입에 따라 간이 위탁화.
- 1987년 4월 1일 - 일본국유철도 분할 민영화로 홋카이도 여객철도가 계승.
- 1990년 4월 1일 - 네무로 본선의 신토쿠 역에서 전차대를 이설해 옴.
- 2007년 10월 - 역 번호 부여. S25.

## 인접한 역
| 홋카이도 여객철도 하코다테 본선 | 홋카이도 여객철도 하코다테 본선 | 홋카이도 여객철도 하코다테 본선 |
| ------------------------------- | ------------------------------- | ------------------------------- |
| S26 곤부 오샤만베 방면          | ■ 하코다테 본선                 | S24 히라후 오타루 방면          |